# Klapagada
Klapagada is een bestuurslaag in het regentschap Cilacap van de provincie Midden-Java, Indonesië. Klapagada telt 2698 inwoners (volkstelling 2010).